# Nấm Lư
Nấm Lư là một xã thuộc huyện Mường Khương, tỉnh Lào Cai, Việt Nam.

## Địa lý
Xã Nấm Lư nằm ở phía bắc của huyện Mường Khương, cách trung tâm huyện lỵ 6 km, có vị trí địa lý:
- Phía đông giáp xã Dìn Chin và xã Lùng Khấu Nhin
- Phía nam giáp các xã Lùng Khấu Nhin và xã Thanh Bình
- Phía tây giáp xã Thanh Bình và thị trấn Mường Khương
- Phía bắc giáp xã Tung Chung Phố.

Sông Chảy là ranh giới tự nhiên của xã Nấm Lư với xã Thào Chư Phìn thuộc huyện Si Ma Cai.

## Hành chính
Xã Nấm Lư được chia thành 14 thôn: Pạc Trà, Khấu Na, Tả Thền, Cốc Mạc, Nấm Ọoc, Pạc Ngan, Lủng Phạc, Cốc Chứ, Lao Húi, Lầy Lùng, Na Pạc Đỏong, Ngam Lâm, Sao Cô Sỉn, Lùng Cá Cồ.

## Giao thông
Xã Nấm Lư có đường 154 chạy qua.